# Präsidentschaftswahl in Äthiopien 2001
Eine indirekte Präsidentschaftswahl wurde in Äthiopien am 8. Oktober 2001 abgehalten.
Die Wahl des Bundespräsidenten war reine Formsache: Während dieser Präsidentschaftswahl ohne Beteiligung des Volkes hatte das äthiopische Parlament erneut Girma Wolde-Giorgis für eine zweite Amtszeit von 6 Jahren gewählt. 
Er wurde zunächst durch die Wahl durch das Oberhaus, dem Föderationsrat, und dann durch das Unterhaus, dem Rat der Volksvertreter, bestätigt.